# Traudl Junge
Traudl Junge, (16. března 1920, Mnichov, Bavorsko, Německo – 10. února 2002, Mnichov) vlastním jménem Gertraud Junge, (rozená Humps) byla nejmladší a nejbližší osobní sekretářkou Adolfa Hitlera.

## Dětství
Narodila se sládkovi a poručíkovi záložního vojska Maxu Humpsovi a jeho ženě Hildegard (rozená Zottman). Měla jednu sestru, Inge, narozenou v roce 1923.

## Život
V červnu 1943 se vdala za důstojníka SS Hanse Hermanna Junge (1914–1944), který zemřel v boji. V té době pracovala v nacistické straně v Berlíně, poté v Berghofu v Berchtesgadenu, odkud odjela do východního Pruska a ke konci války zpět do Berlína. Po válce byla převezena do ruského zajateckého tábora. Poté byla vydána Německu, kde pracovala jako sekretářka a později redaktorka.
Ani v pozdějším období nebyla příliš známa v široké veřejnosti. Jinde než v dokumentárním televizním pořadu The World at War z roku 1974 nebyla totiž vůbec zmiňována. V tomto období žila u své sestry v Austrálii.
V roce 2002 vydala svoje paměti z období 2. světové války, kdy pracovala u Hitlera, ve vlastním životopisu Bis zur letzten Stunde. Hitlers Sekretärin erzählt ihr Leben, který psala s spisovatelkou Melissou Müllerovou. Po vydání této knihy jí bylo nabídnuto interview pro dokumentární film Blind Spot: Hitler's Secretary, tento dokument jí opět přinesl mnoho pozornosti.
Krátce poté, co natočila rozhovor s tvůrci dokumentu, zemřela v mnichovské nemocnici ve věku nedožitých 82 let na rakovinu. Pohřbena byla na mnichovském Nordfriedhofu.

## Dílo
- Traudl Junge, Melissa Müller: Bis zur letzten Stunde. Hitlers Sekretärin erzählt ihr Leben, List-Verlag, 2004

## Film
- Její autobiografická kniha posloužila, jako námět pro film Pád Třetí říše z roku 2004, kde Traudl Jungeovou hraje Alexandra Maria Lara, pro kterou role Traudl Junge byla zásadní zlomem v její kariéře.